# Borogovia
Borogovia là một chi khủng long, được Osmólska mô tả khoa học năm 1987.